# مغامرات كافالييه وكلاي المذهلة
مغامرات كافالييه وكلاي المذهلة هي رواية للكاتب مايكل تشابون نشرت لأول مرة في 19 سبتمبر 2000 وأصبحت الرواية ضمن قائمة نيويورك تايمز لأكثر الكتب مبيعا.